# Róg (instrument muzyczny)
Róg, waltornia (wł. corno, skrót: cor. niem. Waldhorn „róg leśny”) – muzyczny instrument dęty blaszany. Do tej samej rodziny instrumentów należą między innymi trąbka, puzon i tuba. Obejmuje zakres dźwięków muzycznych od B1 (B1 brzmiącego – B oktawy kontra dla rogu podwójnego, współcześnie używanego F/B) do f2 (f oktawy dwukreślnej dla rogu F/B). Dla porównania skala rogu jest nieco niższa niż puzonu. Istnieją również inne odmiany rogu o wyższej skali i nieco odmiennej barwie dźwięku.

## Pochodzenie i budowa

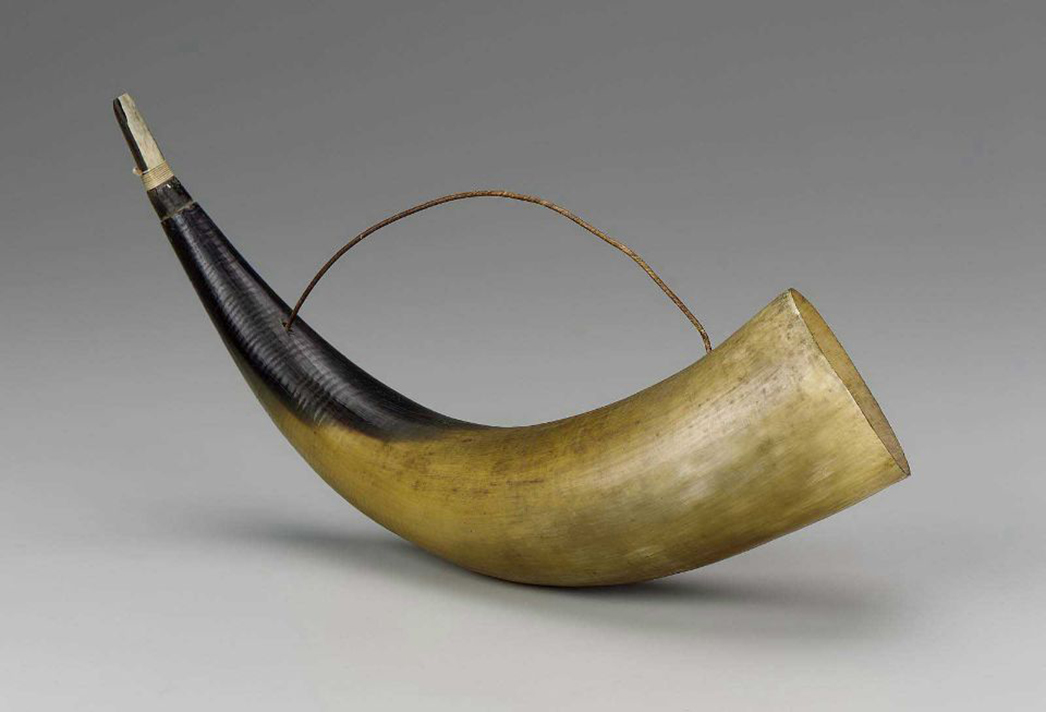
Róg myśliwski wykonany z rogu zwierzęcego

Najbardziej pierwotną formą rogu był prawdopodobnie róg pochodzenia zwierzęcego, przeważnie bawoli lub barani. Świadczy o tym jego nazwa (nie tylko w języku polskim). Także we francuskim cor, włoskim corno, hiszpańskim cuerno, angielskim horn, niemieckim Horn lub Waldhorn (z tego ostatniego wywodzi się alternatywna nazwa polska – waltornia). Z powodu prymitywnej budowy i braku ustnika skala takiego rogu była niewielka, ograniczająca się do jednego lub najwyżej kilku dźwięków. Z czasem zaczynały powstawać rogi metalowe, używane przez pasterzy, żołnierzy i myśliwych, a także wykonane z metali szlachetnych – złota i srebra oraz z kości słoniowej, z których korzystało rycerstwo i możni na polowaniach. Początkowo róg używany był jak instrument sygnałowy w wojsku i na polowaniach. Później zaczęto ich także używać w produkcjach teatralnych do tworzenia dźwiękowych efektów specjalnych.
Metalowy róg zbudowany z rury zakończonej kielichowym rozszerzeniem tradycyjnie przyjął formę okrągłej, pojedynczej lub podwójnej pętli. Instrument posiadał różne rozmiary i stroje.
Technika gry na rogu współczesnym wymaga, aby jednocześnie dąć przez odpowiednio ułożone wargi, obsługiwać wentyle i operować ręką w czarze głosowej instrumentu.

## Instrument muzyczny
Historia rogu jako instrumentu używanego w muzyce artystycznej rozpoczęła się w 1680 r. za sprawą hrabiego Franza Antona von Sporcka (syna Johanna von Sporcka). Zachwycony jego czystym i donośnym brzmieniem, poznanym podczas podróży do Francji, polecił dwóm swoim przybocznym muzykom nauczyć się grać na tym instrumencie. Tymi osobami byli Wenzel Sweda i Peter Röllig, których można uznać za pierwszych profesjonalnych instrumentalistów grających na rogach. Za ich pośrednictwem róg dotarł do Niemiec i Austrii.
W pierwszych latach XVIII wieku róg stał się już ważnym instrumentem w muzyce niemieckiej. Pierwszym wirtuozem i twórcą techniki gry za pomocą dźwięków „zatkanych” był Anton Hampel (1705–1768). Był on także pomysłodawcą krąglików dla rogów, dodatkowych rurek, które w łatwy i szybki sposób można było dołączać do rogu przedłużając jego całkowitą długość i – co za tym idzie – zmieniając strój. Najbardziej znanym uczniem Hampela był Johann Wenzel Stich, znany także jako Giovanni Punto. Zdobył on uznanie jako wirtuoz i zainspirował takich kompozytorów jak Joseph Haydn, Wolfgang Amadeus Mozart czy Ludwig van Beethoven (Sonata F-dur op. 17 dedykowana Punto) do komponowania muzyki na ten instrument. Mozart skomponował co najmniej cztery koncerty na ten instrument (część zaginęła), a Haydn prawdopodobnie dwa. Kolejnym momentem przełomowym, wspólnym dla całej grupy instrumentów dętych blaszanych, był rok 1814, kiedy to został wynaleziony zawór tłoczkowy, tzw. wentyl, używany w instrumentach dętych. Z miejsca znalazł on zastosowanie w rogu. W 1832 zawór tłoczkowy w rogach został zastąpiony przez wiedeńskiego wynalazcę Josepha Riedla zaworem rotacyjnym. W ten sposób powstał standard rogu używany do dziś w praktyce symfonicznej.
Do znanych waltornistów XX i XXI wieku należą m.in. Dennis Brain, Alesio Allegrini, Barry Tuckwell, Radek Baborák, Will Sanders, Marie Luise Neunecker, Hermann Baumann, Peter Damm, Stefan Dohr, Dale Clevenger, Radovan Vlatković.